# KogniHome
KogniHome ist ein regionaler Innovationscluster, der von CITEC, dem Exzellenzcluster der Universität Bielefeld, geleitet wird.

## Geschichte
KogniHome ist ein aus 14 Projektpartnern bestehendes Konsortium. Der vollständige Titel des Clusters lautet: KogniHome – die mitdenkende Wohnung. Die 14 Partner stammen aus Wissenschaft, Industrie sowie Sozial- und Gesundheitswesen. Der Cluster wurde 2014 gegründet und wird vom Bundesministerium für Bildung und Forschung (BMBF) mit acht Millionen Euro bis 2017 gefördert. Das Ziel des Clusters besteht darin, eine Smart-Home-Wohnung zu konzipieren, die mit intelligenter, lernender Technik ausgestattet ist. Dazu wurde der Cluster in drei Teilprojekte (TP) und drei Querschnittsprojekte (QP) unterteilt. Entwickelt wird eine digitale Küche (TP1), ein intelligenter Eingangsbereich (TP2) und ein persönlicher Trainer (TP3). Diese Technik soll durch Sprache oder Gestik bedienbar sein. Insbesondere Senioren sowie Menschen mit kognitiver Einschränkung sollen von der Technik profitieren und mit ihrer Hilfe ein möglichst langes selbstbestimmtes Leben in den eigenen vier Wänden führen.
Offizieller Sprecher des Konsortiums ist der Neuroinformatiker Helge Ritter. Er koordiniert seit 2007 auch den Exzellenzcluster CITEC. KogniHome wird koordiniert von Thorsten Jungeblut vom Exzellenzcluster Kognitive Interaktionstechnologie (CITEC) der Universität Bielefeld. Weitere Partner sind unter anderem der Hausgerätehersteller Miele, die v. Bodelschwinghschen Stiftungen Bethel und das Unternehmen Hella aus Lippstadt. Das Gesamtvolumen, inklusive der eigenen Mittel, die von den Projektpartnern kommen, liegt bei 11,3 Millionen Euro.
2015 ist der Innovationscluster KogniHome von der Initiative „Deutschland – Land der Ideen“ zu einem Ausgezeichneten Ort gewählt worden und kam bei der Publikumsabstimmung auf den Platz Nummer vier sowie auf den ersten Platz in der Kategorie Wissenschaft. Im Juni 2016 wurde KogniHome als Bestleistung der Kampagne Germany at its best ausgezeichnet.
Nachdem der Innovationscluster KogniHome nach der Abschlussfeier am 23. Juni 2017 vom Bundesministerium für Bildung und Forschung (BMBF) noch einmal bis Ende 2017 verlängert wurde, hat sich am 14. Dezember 2017 der Verein „KogniHome – Technikunterstütztes Wohnen für Menschen e.V.“ gegründet. Die Gründungsmitglieder sind: die v. Bodelschwinghschen Stiftungen Bethel, der Exzellenzcluster Kognitive Interaktionstechnologie (CITEC), Hettich, Miele, Steinel, Eben-Ezer und Hella. Den Vorstand bilden: Ingmar Steinhart (v. Bodelschwinghschen Stiftungen Bethel), Thorsten Jungeblut (Exzellenzcluster Kognitive Interaktionstechnologie (CITEC)) und Ralf Müterthies (Hettich).

## Beteiligte Partner
Insgesamt besteht der Innovationscluster KogniHome aus 14 Projektpartnern:

### Forschungseinrichtungen
- Universität Bielefeld[18]
- Fachhochschule Bielefeld[19]
- Universität Paderborn[20]

### Industrieunternehmen
- achelos[21]
- v. Bodelschwinghsche Stiftungen Bethel[22]
- BGW Bielefelder Gesellschaft für Wohnen und Immobiliendienstleistungen
- DMW Schwarze GmbH & Co. Industrietore KG[23]
- HANNING & KAHL GmbH & Co KG[24]
- helectronics GmbH[25]
- HELLA KGaA Hueck & Co.[26]
- Hettich Holding GmbH & Co. oHG[27]
- HJP Consulting GmbH[28]
- Miele & Cie. KG[29]
- Zeitungsverlag Neue Westfälische GmbH & Co. KG[30]

## Projektstruktur
Der Innovationscluster KogniHome ist in drei Teilprojekte (TP) und drei Querschnittsprojekte (QP) unterteilt:

### Digitale Küche (TP 1)
Im Teilprojekt Digitale Küche entwickelt das Konsortium Technologien, die das Kochen und allgemein das Umfeld Küche erleichtern. Mit der intelligenten Küchenzeile können komplizierte Rezepte, wie beispielsweise Crème brûlée gekocht werden. Ein Rezeptspurhalteassistent navigiert den Koch durch die einzelnen Kochschritte und gibt Hinweise. Der Koch kann außerdem durch Gesten und Sprache mit dem System kommunizieren und muss nicht seine nassen Hände benutzen. Darüber hinaus kann die digitale Küche zum Beispiel automatisch abschalten, wenn sie erkennt, dass die Milch überzukochen droht.

### Intelligenter Eingangsbereich (TP 2)
Der intelligente Eingangsbereich ist unterteilt in: mitdenkender Garderobenspiegel, intelligente Tür und funktionalisierte Ankleide.
Der Spiegel kann Vorschläge zur Kleidung geben oder beim Verlassen der Wohnung darauf hinweisen, dass noch ein Fenster offen steht. Die intelligente Tür erkennt die Bewohner der Wohnung mittels Kamera an ihrem Gesicht und kann automatisch öffnen. Die Ankleide ist mit beiden Systemen vernetzt und kann die passende Kleidung raus legen.

### Persönlicher Trainer (TP 3)
Das Teilprojekt 3 umfasst ein aktives Sitzmöbel und einen virtuellen Avatar. Einerseits kann sich das Sitzmöbel individualisiert an den Benutzer anpassen, andererseits können die Mitbewohner mit ihm Krafttraining oder Fitnessübungen ausführen. Der virtuelle Avatar kann dabei Hilfestellung geben und zum Beispiel auf die korrekte Ausführung achten.

### ELSI-Aspekte (QP 1)
Das Akronym ELSI steht für Ethical, Legal and Social Implications (im Deutschen auch ELSSA: ethische, rechtliche, sicherheitstechnische und soziale Aspekte). In diesem Querschnittsprojekt befassen sich die Partner mit Fragen der Ethik, die durch die Entwicklung von Assistenztechnologie aufgeworfen werden. Außerdem forscht das Konsortium in diesem Zusammenhang auch an rechtlichen und sicherheitstechnischen Konsequenzen, die sich durch KogniHome ergeben. Soziale Aspekte fallen vor allem durch die Nutzung von KogniHome von Senioren oder Menschen mit kognitiver Einschränkung ins Gewicht. Das Konsortium plant daher ein Ethisches Manifest zu entwickeln.

### Virtuelle Dialogassistenten (QP 2)
Im KogniHome soll in jedem Raum ein virtueller Dialogassistent auf die Belange der Bewohner eingehen. Er wird sowohl in der Eingangstür, im Wohnzimmer und der Küche in Form eines Displays zur Verfügung stehen. Sie sind anpassungsfähig und von den Bewohnern individualisierbar. Sie können über Sprache und Gestik bedient werden und sollen so intelligent programmiert sein, dass sie sich immer besser auf die Bewohner des KogniHome einrichten können.

### Vernetzung (QP 3)
Das Querschnittsprojekt 3 befasst sich einerseits mit der Vernetzung der einzelnen Komponenten des KogniHome und andererseits mit der Lokalisierung der einzelnen Bewohner innerhalb der Wohnung. Dabei finden auch Sicherheitsaspekte, wie sie im QP 2 untersucht werden, Berücksichtigung.